# Albert Tyler
Albert Clinton Tyler (Glendale, Ohio, 4 de gener de 1872 - East Harpswell, Maine, 25 de juliol de 1945) fou un atleta estatunidenc que va prendre part en els Jocs Olímpics d'Atenes de 1896.
Practicant de diversos esports, destacà en el salt amb perxa, en què guanyà la medalla de plata en la prova disputada als Jocs Olímpics d'Atenes de 1896. El seu millor salt en aquesta prova fou de 3,20 metres, quedant rere Welles Hoyt, que amb un salt de 3,30 metres guanyà la medalla d'or.